# Sarah Toscano
Sarah Toscano (née le 9 janvier 2006) est une auteure-compositrice-interprète italienne. En 2024, elle remporte la vingt-troisième édition du concours de talents Amici di Maria De Filippi. 

## Biographie

### Jeunesse et éducation
Née en 2006 à Vigevano, dans la province de Pavie, Sarah Toscano est la plus jeune des trois enfants de Petra Polomsky, professeur d'allemand de Stuttgart, et de Marco Toscano, entrepreneur dans l'industrie du cuir. Elle a une sœur aînée, Giulia, et un frère aîné, Lorenzo,. 
À l'âge de cinq ans, elle a commencé à étudier le piano. Pendant son enfance, Toscano a été influencée musicalement par des artistes de musique pop internationale tels que Dua Lipa, Olivia Rodrigo et Ariana Grande, ainsi que par des artistes italiens comme Annalisa, Elodie et Ultimo,.
Également joueuse de tennis, Toscano a participé à la série C féminine et a remporté le championnat provincial de tennis en 2020 avec le Sporting Club Selva Alta,. Elle a fréquenté le lycée « Vittorio Bachelet » à Abbiategrasso, Milan, mais a interrompu ses études en dernière année pour participer à l'émission télévisée Amici di Maria De Filippi,.

### Carrière

#### 2022: Début d'enregistrement
En 2022, son père la présente au manager musical Andrea Dulio, qui lui permet d'enregistrer ses premières chansons en studio avec le producteur Pietro Foresti. Toscano est sélectionnée parmi les vingt finalistes du concours de chant Area Sanremo, l'une des sélections du Festival de musique de Sanremo pour les nouveaux venus. Bien qu'elle n'ait pas été choisie comme concurrente de Sanremo Giovani, elle remporte la plaque dédiée à Vittorio De Scalzi. 
Le 21 octobre, le premier EP de Toscano, Riflesso, est sorti. Distribué par Universa, il comprend six titres, dont son premier single, « 9 giugno ». 

#### 2023-2024: Amici di Maria De Filippi et percée
En septembre 2023, Toscano a auditionné pour la 23e édition d'Amici di Maria De Filippi, l'émission de talents musicaux diffusée sur Canale 5, entrant avec succès dans la phase initiale. En mars 2024, elle est passée à la phase du soir, rejoignant l'équipe dirigée par les entraîneurs Lorella Cuccarini et Emanuel Lo. Le mois de mai suivant, elle a atteint la finale et en est sortie gagnante.
Pendant le spectacle, elle a sorti plusieurs chansons, dont le single « Sexy magica », qui a atteint le numéro 83 du classement des singles FIMI. Toutes les chansons ont ensuite été incluses dans son EP du même nom , sorti le 17 mai 2024, par Warner, débutant au numéro 12 du classement des albums FIMI. 
Du 15 juin au 28 août 2024, Toscano entame sa première tournée estivale, « Sarah Live Summer 2024 ». Cet été-là, elle apparaît également lors d'événements musicaux majeurs, notamment le RDS Summer Festival, Battiti Live, et le 105 Summer Festival. Le 16 juillet 2024, elle ouvre pour les Black Eyed Peas à Milan. Le 26 juillet, elle sort le single « Roulette », inclus dans la réédition en streaming de son EP éponyme. En août, Apple Music l'a nommée artiste « Up Next Italia », une initiative promouvant les talents émergents, qu'elle a célébrée avec une performance à l'amphithéâtre de la Piazza del Liberty, à Milan, le 12 septembre. 
Le 29 septembre 2024, lors du premier épisode de la 24e édition d'Amici di Maria De Filippi, elle a présenté en avant-première son nouveau single  « Tacchi (fra le dita) », dont la sortie est prévue le 4 octobre. En novembre, elle a collaboré avec la chanteuse britannique Bea and Her Business sur la version italienne de « Safety Net ». 

#### 2025-présent: Festival de musique de Sanremo
Toscano a participé au Festival de musique de Sanremo 2025 avec la chanson « Amarcord »,. Elle s'est classée 17e au concours, et la chanson a atteint le numéro 19 dans le classement FIMI. Le 14 février, lors de la quatrième soirée consacrée aux reprises, elle a chanté en duo avec le duo musical français Ofenbach la chanson « Overdrive », classée quatorzième,.
En avril 2025, le magazine Forbes Italia l'a incluse parmi les Italiens de moins de 30 ans qui auront le plus d'impact à l'avenir pour la catégorie divertissement,. Ce même mois, elle a figuré dans le single "Perfect" de Carl Brave,.